# Charles Hallett Wing
Charles Hallett Wing (* 5. August 1836 in Boston, Massachusetts; † 15. September 1915 in Brighton, Massachusetts) war ein US-amerikanischer Chemiker am Massachusetts Institute of Technology. Während seines Ruhestands bestückte und betrieb er privat die größte öffentlich zugängliche Bibliothek in North Carolina.
Wing studierte an der Harvard University. Er hatte zunächst eine Professur an der Cornell University, bevor er an das MIT wechselte. 1874 wurde er in die American Academy of Arts and Sciences gewählt.
Nach seiner Emeritierung gründete Will 1887 in dem 52-Einwohner-Flecken Ledger im Mitchell County, North Carolina, eine öffentliche Bibliothek. Er sammelte mehr als 12.000 Bücher, die von öffentlichen und universitären Bibliotheken in und um Boston ausgemustert worden waren, womit seine Bibliothek die größte öffentliche im ganzen Bundesstaat North Carolina wurde. Er betrieb ein bookmobile, einen Pferde- oder Ochsenkarren, mit dem Bücher zu den Lesern gebracht wurden und stiftete dem Örtchen ein Schulgebäude. Unter der Bedingung, die Bibliothek noch mindestens acht Jahre weiterzubetreiben, überließ Wing die Einrichtung 1909 dem County. 1926 wurde die Bibliothek geschlossen und Gebäude und Grundstück verkauft. Später ließ der Professor im Ruhestand Herbert A. McCullough das als Blockhaus errichtete ehemalige Bibliotheksgebäude abbauen und 12 Meilen weiter wieder errichten, um es vor dem Verfall zu retten.
Wing war mit Sarah Weatherby verheiratet. Das Paar ist in Ledger, North Carolina, begraben.